# Lijndiagram

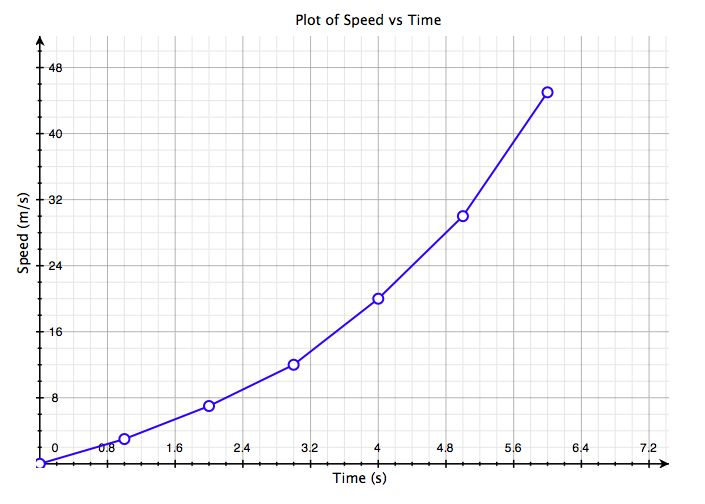
Voorbeeld van een lijndiagram

Een lijndiagram of lijngrafiek is een diagram, waarin meestal de ontwikkeling van een variabele in de tijd wordt weergegeven. Dit diagram wordt vaak gebruikt om te laten zien hoe iets zich in de loop van de tijd ontwikkelt. Andere grootheden dan tijd kunnen ook op de x-as gebruikt worden zolang daarbij sprake is van (volg)orde. Het geniet de voorkeur dat er bij de grootheid op de x-as een vaste interval gehanteerd wordt. Bij een lijndiagram zoals in het voorbeeld wordt de tijd meestal langs de horizontale as weergegeven en de andere variabele langs de verticale as. Soms is er ook nog een derde as, de z-as, als het om een driedimensionaal assenstelsel gaat.

## Soorten lijndiagrammen
- Lineair (rechte lijn)
- Niet-lineair (geen rechte lijn)
  - Dode zone
  - Hysterese
  - Verzadiging
  - Kromme karakteristiek
    - Exponentieel
    - Logaritmisch

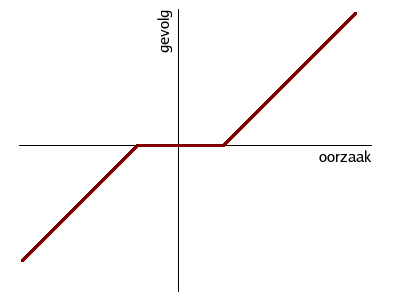
Dode zone
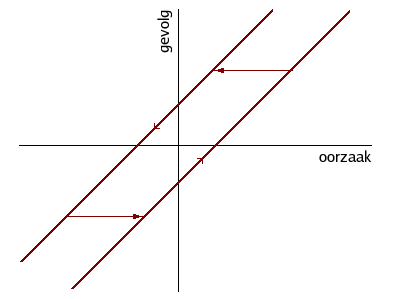
Hysterese
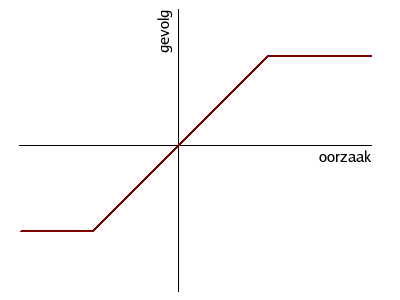
Verzadiging
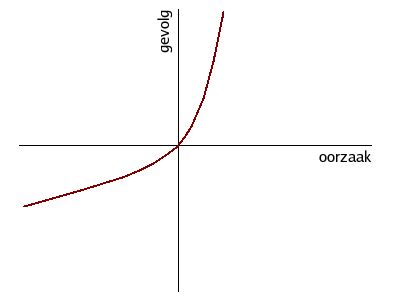
Kromme karakteristiek

## Gebruik
Zoals boven genoemd kan een lijndiagram gemaakt worden om een ontwikkeling in de verhouding tot de tijd te laten zien. Maar er zijn nog vele andere mogelijkheden om deze diagram te gebruiken. In de wiskunde wordt een lijndiagram gebruikt voor een wiskundige functie, waarbij vaak y de functie is van x. Als het bij de economie gebruikt wordt is vaak x de functie van y. Ook kan het uit een puntenwolk ontstaan, door die punten met elkaar te verbinden, of er het gemiddelde van te nemen.